# Miguel Briante
Miguel Ángel Briante (General Belgrano, 19 de mayo de 1944- General Belgrano, 25 de enero de 1995) fue un escritor, periodista y guionista argentino. Su obra, compuesta por una única novela y tres libros de cuentos, retrata su pueblo natal y un grupo de personajes recurrentes con un marcado registro oral de influencias faulknerianas, onettianas y rufianas.

## Biografía
Miguel Ángel Briante nació el 19 de mayo de 1944 en la ciudad de General Belgrano, provincia de Buenos Aires, Argentina. En 1961, a los 17 años, resultó ganador por su cuento «Kincón» de la segunda edición del Concurso de Cuentistas Americanos organizado por la revista El escarabajo de oro. El jurado del premio estuvo conformado por los autores Augusto Roa Bastos, Beatriz Guido, Dalmiro Sáenz y Humberto Costantini.
En 1964 y 1968, respectivamente, publicó sus dos primeros libros de cuentos, Las hamacas voladoras y Hombre en la orilla. En 1965, comenzó su oficio como periodista en los diarios y revistas Confirmado, Primera Plana, Panorama, El Porteño, Tiempo Argentino y Página/12. En 1971, fue coguionista de la película Por los senderos del Libertador, que el director argentino Jorge Cedrón realizó por encargo del presidente de facto Alejandro Agustín Lanusse.
En 1975, publicó Kincón, su única novela, basada en el cuento homónimo. En 1982, fundó la revista El Porteño junto a Gabriel Levinas y Jorge Di Paola. En 1983, editó su tercer y último libro de cuentos, Ley de juego. Entre 1989 y 1990, fue asesor del Centro Cultural Recoleta, y, entre 1990 y 1993, director del mismo espacio. Ese último año, por insistencia del escritor Juan Martini, reeditó Kincón en una versión corregida.
Briante falleció el 25 de enero del año 1995 después de caer del techo de su vivienda en General Belgrano. Sus restos fueron sepultados en el cementerio de esa misma localidad. De forma póstuma, las editoriales Sudamericana y Mil Botellas publicaron las antologías Desde este mundo (2004) y Entrevistas (2019), que recogen parte de su obra periodística.

## Estilo
Bajo el influjo de un realismo amplio, que no se ajustaba a consignas ni a restricciones, Briante conquistaba con su estilo, inconfundible desde los títulos, un lugar solitario y muy disputado. Los cuentos, los rumores, las ausencias que pueblan esa lejanía de intemperie presente en las narraciones, son a su vez los motivos centrales de una realidad y una juventud que prueban ser, gracias a las palabras justas, tan irresistibles como legendarias. 
Anécdotas que escapan del habitual escenario urbano, personajes presentados por el habla antes que por la descripción y un sentido del ritmo natural son algunas de las características que Briante aporta y con las que consigue renovar el arte de la narración 
Tanto en las narraciones de mayor extensión como en las escenas breves que no pierden un ápice de intriga narrativa y amplitud ficcional, Miguel Briante demuestra ser uno de los valores más nítidos de la literatura argentina.

## Obra

### Novela
- Kincón (1975, Monte Ávila)

### Cuento
- Las hamacas voladoras (1964, Falbo)
- Hombre en la orilla (1968, Estuario)
- Ley de juego (1983, Folios)
- Al mar y otros cuentos (2003, Sudamericana)

### Periodismo
- Desde este mundo. Antología periodística 1968-1995 (2004, Sudamericana)
- Entrevistas (2019, Mil Botellas)

### Guion
- El otro oficio (1967, cortometraje de Jorge Cedrón)
- El habilitado (1970, largometraje de Jorge Cedrón)
- Por los senderos del Libertador (1971, largometraje de Jorge Cedrón)
- Mercedes Sosa, como un pájaro libre (1983, largometraje de Ricardo Wullicher)
- La ciudad oculta (1990, largometraje de Osvaldo Andéchaga)